# Břasy
Břasy település Csehországban, Rokycanyi járásban. Břasy Němčovice, Všenice, Nadryby, Hromnice, Bezděkov, Osek, Přívětice, Radnice, Březina, Bušovice és Újezd u Svatého Kříže településekkel határos. Lakosainak száma 2300 fő (2024. január 1.).

## Népesség
A település lakosságának változását az alábbi diagram mutatja:
| Lakosok száma | 4098 | 4845 | 3996 | 3293 | 2600 | 2151 | 2247 | 2293 | 2285 | 2300 |
|               | 1869 | 1900 | 1921 | 1961 | 1980 | 2011 | 2016 | 2019 | 2021 | 2024 |